# Take It (Dom Dolla)
Take It is een nummer van de Australische muziekproducent Dom Dolla.

## Achtergrond
Dom Dolla maakte Take It in een hotelkamer terwijl hij op tour was in het westen van de Verenigde Staten. Hij was 'sterk geïnspireerd door het publiek in de clubs langs de westkust' bij het maken van het nummer.

## Ontvangst
In Nederland was het nummer vooral een succes op de radiozender NPO 3FM. In november 2018 werd het uitgeroepen tot 3FM Megahit. De Mega Top 50, de hitlijst van de zender, was ook de enige Nederlandse hitlijst waarin Take It een plaats wist te bereiken. De hoogste positie was 44. In de Nederlandse Top 40 werd wel de eerste plek in de Tipparade behaald.
In België bereikte het nummer de Ultratop 50 in zowel Vlaanderen als Wallonië. In Vlaanderen was de hoogst behaalde positie nummer 41, in Wallonië kwam het tot 39.

## Hitnoteringen

### NederlandseMega Top 50
| Hitnotering: 29-12-2018 t/m 19-01-2019 | Hitnotering: 29-12-2018 t/m 19-01-2019 | Hitnotering: 29-12-2018 t/m 19-01-2019 | Hitnotering: 29-12-2018 t/m 19-01-2019 | Hitnotering: 29-12-2018 t/m 19-01-2019 | Hitnotering: 29-12-2018 t/m 19-01-2019 |
| Week:                                  | 1                                      | 2                                      | 3                                      | 4                                      |                                        |
| -------------------------------------- | -------------------------------------- | -------------------------------------- | -------------------------------------- | -------------------------------------- | -------------------------------------- |
| Positie:                               | 45                                     | 45                                     | 44                                     | 44                                     | uit                                    |

### VlaamseUltratop 50
| Hitnotering: (Week 1 t/m 4) 29-12-2018 t/m 19-01-2019 Hitnotering: (Week 5 t/m 6) 02-02-2019 t/m 09-02-2019 | Hitnotering: (Week 1 t/m 4) 29-12-2018 t/m 19-01-2019 Hitnotering: (Week 5 t/m 6) 02-02-2019 t/m 09-02-2019 | Hitnotering: (Week 1 t/m 4) 29-12-2018 t/m 19-01-2019 Hitnotering: (Week 5 t/m 6) 02-02-2019 t/m 09-02-2019 | Hitnotering: (Week 1 t/m 4) 29-12-2018 t/m 19-01-2019 Hitnotering: (Week 5 t/m 6) 02-02-2019 t/m 09-02-2019 | Hitnotering: (Week 1 t/m 4) 29-12-2018 t/m 19-01-2019 Hitnotering: (Week 5 t/m 6) 02-02-2019 t/m 09-02-2019 | Hitnotering: (Week 1 t/m 4) 29-12-2018 t/m 19-01-2019 Hitnotering: (Week 5 t/m 6) 02-02-2019 t/m 09-02-2019 | Hitnotering: (Week 1 t/m 4) 29-12-2018 t/m 19-01-2019 Hitnotering: (Week 5 t/m 6) 02-02-2019 t/m 09-02-2019 | Hitnotering: (Week 1 t/m 4) 29-12-2018 t/m 19-01-2019 Hitnotering: (Week 5 t/m 6) 02-02-2019 t/m 09-02-2019 | Hitnotering: (Week 1 t/m 4) 29-12-2018 t/m 19-01-2019 Hitnotering: (Week 5 t/m 6) 02-02-2019 t/m 09-02-2019 |
| Week: | 1 | 2 | 3 | 4 | | 5 | 6 | |
| --- | --- | --- | --- | --- | --- | --- | --- | --- |
| Positie: | 50 | 46 | 48 | 41 | uit | 44 | 46 | uit |